# Sincelo
Para el autor de Eklogué Cronografías, véase Jorge Sincelo
Sincelo era el cargo que, en la Iglesia de Constantinopla, tenía un sacerdote, cuya función era acompañar y aconsejar al patriarca de la ciudad y dar fe de su conducta honesta. 

## Etimología
«Sincelo» proviene del latín syncellus, que, a su vez, en griego corrupto quiere decir «el que duerme en la cámara de otro».

## Historia
Este oficio derivó después en dignidad y hubo sincelos en la Iglesia latina y en Francia. Fue un título que los emperadores dieron a los prelados y se señaló un protosincelo, primer sincelo y asimismo hubo sincelos augustales y pontificales. 
En el año 829, en el Sexto Concilio de París, hubo quejas por la desaparición del puesto de sincelo y que los obispos durmieran sin testigos, por lo que se pidió el mantenimiento de tal figura para atajar la maledicencia.